# Vítor Constâncio

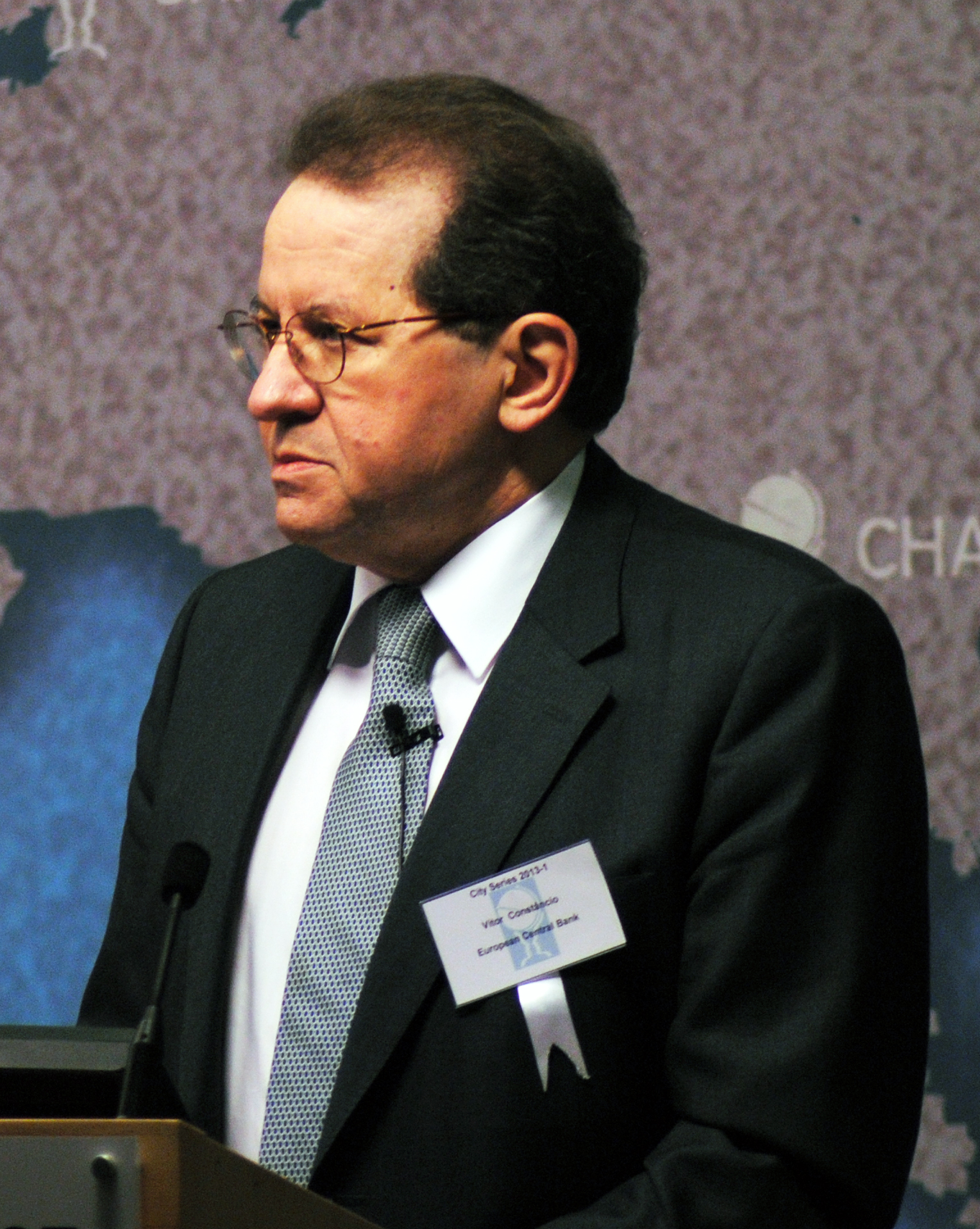
Vítor Constâncio (2013)

Vítor Manuel Ribeiro Constâncio, GCIH, (* 12. Oktober 1943 in Lissabon) ist ein portugiesischer Ökonom und Politiker (PS). Er war von 1986 bis 1989 Generalsekretär (Parteichef) der Partido Socialista, 1985–1986 und erneut 2000–2010 Gouverneur der Banco de Portugal sowie von Juni 2010 bis Mai 2018 Vizepräsident der Europäischen Zentralbank.

## Leben
Vítor Constâncio absolvierte im Jahr 1965 einen Abschluss in Wirtschaftswissenschaft am Instituto Superior de Economia e Gestão (deutsch: Institut für Wirtschaft und Management) in Lissabon, des Weiteren hat er ein Postgraduales Studium an der University of Bristol, Vereinigtes Königreich absolviert.
Nach der Nelkenrevolution war Constâncio 1974 Staatssekretär für Budget und Planung in den ersten beiden Übergangsregierungen (unter Adelino da Palma Carlos und Vasco Gonçalves). Er trat 1975 als Direktor für Statistik und Wirtschaftsstudien in den Dienst der Banco de Portugal ein. 1976 wurde er als Abgeordneter der Partido Socialista (PS) ins portugiesische Parlament gewählt und war von 1977 bis 1979 Vorsitzender des Parlamentarischen Ausschusses für europäische Integration. In der zweiten konstitutionellen Regierung unter Mário Soares war Constâncio von Januar bis August 1978 Minister für Finanzen und Planung. Von 1981 bis 1984 war er Vizegouverneur und von 1985 und 1986 Gouverneur der portugiesischen Zentralbank. 
Nach der Wahl von Mário Soares zum Staatspräsidenten wurde Constâncio im Juni 1986 Generalsekretär (Parteichef) der Partido Socialista, die er bis Januar 1989 führte. In dieser Zeit war er Spitzenkandidat seiner Partei bei der Parlamentswahl 1987, welche die PS aber deutlich gegen die PSD des Amtsinhabers Aníbal Cavaco Silva verlor. Zusätzlich war Constâncio von Mai 1987 bis Januar 1989 Vorsitzender des Bundes der Sozialdemokratischen Parteien der Europäischen Gemeinschaft, dem Vorläufer der Sozialdemokratischen Partei Europas (SPE). Auf Einladung von Pinto Balsemão war er 1988 Teilnehmer der Bilderberg-Konferenz im spanischen Sitges.
Vítor Constâncio ist seit 1989 Gastprofessor am Instituto Superior de Economia e Gestão der Technischen Universität von Lissabon. Später war er zwischen 1995 und 2000 Mitglied des Vorstandes der Banco Português de Investimento und des Energieunternehmens Energias de Portugal. Von 2000 bis 2009 war er zum zweiten Mal Gouverneur der Zentralbank von Portugal.

## Europäische Zentralbank
EZB-Vizepräsident von Lucas Papademos schied 2010 turnusgemäß nach achtjähriger Amtszeit aus; Constâncio wurde sein Nachfolger. Vor seiner Berufung in das EZB-Direktorium war ihm vorgeworfen worden, während seiner Zeit als portugiesischer Notenbankpräsidenten gravierende Fehler gemacht zu haben; er habe bei mehreren Bankenskandalen nicht richtig aufgepasst. Constâncio galt 2011 als Befürworter des Ankaufs von Staatsanleihen kriselnder Euro-Länder.
Constâncio übernahm im Dezember 2012 gemeinsam mit EZB-Direktor Yves Mersch die Zuständigkeit für das Projekt Bankenunion, eines der wichtigsten Projekte in der Historie der EZB. Die neue Europa-Bankenaufsicht sollte im März 2014 voll funktionsfähig sein, für Banken ab 30 Milliarden Euro Bilanzsumme (150 bis 200 Banken) direkt zuständig sein und im Notfall auf alle (mehr als 6000 Banken) in der Eurozone durchgreifen können. Die rund 150 Banken unter der direkten EZB-Kontrolle stellten damals 85 Prozent der Vermögensanlagen. 

## Sonstiges
Constâncio betonte im Mai 2021, niemand werde Bitcoins kontrollieren können. Bitcoins könnten nicht alle Funktionen von Geld erfüllen: wegen ihres stark schwankenden Kurses taugten sie nicht einmal als Zahlungsmittel.